# Miramar (Tarragona)

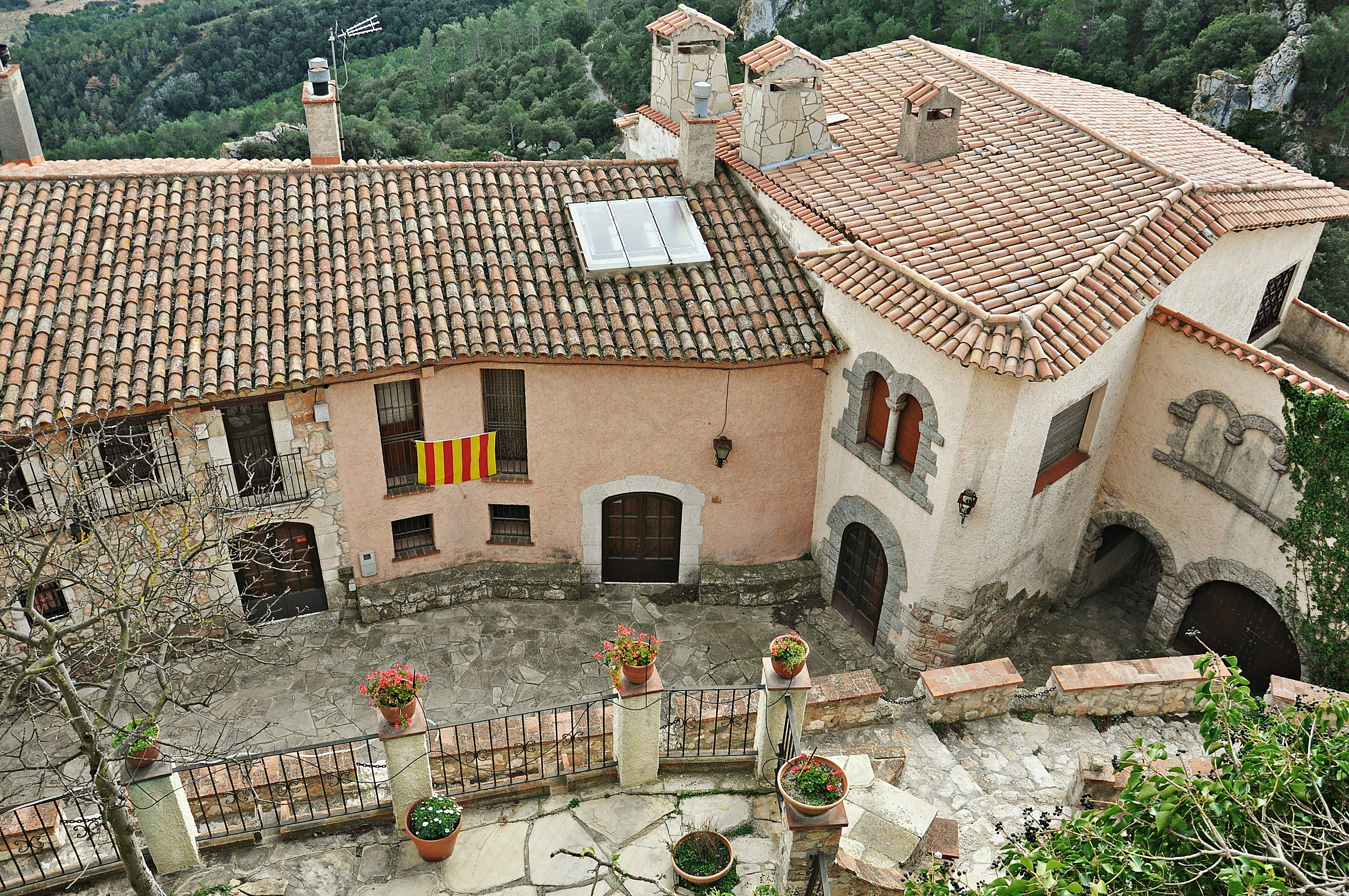
Miramar.

Miramar es el nombre de una pedanía que en la actualidad es dependiente del municipio de Figuerola en la provincia de Tarragona. Se encuentra a unos 5 km de Figuerola y a unos 10 km de Valls.
La edificación más antigua que se conserva es la iglesia dedicada a san Mateo, de estilo románico. Su construcción está datada entre los siglos XII y XIII.
En el año 1929 quedó deshabitado. Los habitantes de Miramar fueron partiendo desde principios del siglo XX hacia otras poblaciones cercanas tales como  Valls para dedicarse a la emergente industria textil de principios de siglo o Fontscaldes para dedicarse a otros cultivos como la vid.
La agricultura era principal actividad económica del lugar y se basaba en el cultivo de cereales y avellanos además de huertos; los pequeños rebaños de ovejas también eran frecuentes. 
En el año 1968 se empezó la reconstrucción de lo que era el núcleo urbano de mano de un amante de la naturaleza que era vecino de Valls.
- Datos: Q17182266
- Multimedia: Miramar (Figuerola del Camp) / Q17182266